# Варшавсько-Івангородська операція
Варшавсько-Івангородська операція (рос. Варшавско-Ивангородская операция) — військова оборонно-наступальна операція російських військ Південно-Західного та Північно-Західного фронтів проти об'єднаних 9-ї німецької та 1-ї австрійської армій. Битва тривала протягом 16 (29) вересня — 18 (31) жовтня 1914 року, в ході Першої світової війни.
Одна з найбільших та найуспішніших військових операцій Російської імперії в Першій світовій війні.

## Напередодні військової операції

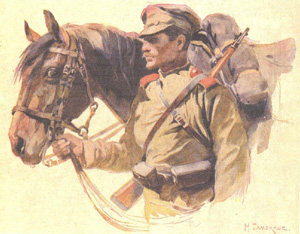
«В Галичині» (М. Самокиш, 1914)

Після поразки Австро-Угорської імперії в Галицькій битві, австрійські частини з 11 вересня 1914 року почали свій відступ. Від повної катастрофи Австрію могла врятувати лише підтримка Німеччини.
Російські війська швидко просувалися вглиб Австро-Угорської імперії. Постала загроза загарбання Росією Західної Галичини, Кракова та Верхньої Сілезії. Остання була важливим військово-промисловим центром Німеччини.
Німеччина переправила до Польщі частину своїх військ на допомогу своєму союзникові (основні германські військові сили були перекинуті до Прусської Сілезії і Кракова). Тим часом російське командування довго не могло дійти до спільного рішення. Врешті-решт було перекинуто 3 армії та 2 корпуси на лівий берег річки Вісли для подальшого їх просування до Верхнього Одеру.
На початку військової операції чисельна перевага була на стороні Німеччини та Австро-Угорщини. В такій складній ситуації для російських військ генерал від артилерії Микола Іванов прийняв єдине правильне рішення: він віддав директиву вичікувального характеру ведення бойових дій, до моменту зосередження перекинутих резервних армій в зазначені ним райони.

## Сили сторін

### Російська імперія
- Командувач Північно-Західним фронтом був Рузський М. В. (1854–1918).
- Командувач Південно-Західним фронтом — М. І. Іванов (1851–1919).
- 9-ю та 4-ю арміями керували П. О. Лечицький (1856–1921) та О. Є. Еверт (1857–1926).

| Армія                                                                   | Кількість штиків | Кількість шабель | Артилерія |
| ----------------------------------------------------------------------- | ---------------- | ---------------- | --------- |
| 2-га армія (12 піхотних та 5 кавалерійських дивізій)                    | 148 000          | 18 000           | 600       |
| 5-та армія (6 піхотних та 1 1/2 кавалерійських дивізій)                 | 75 700           | 7 500            | 337       |
| 4-та армія (10 піхотних та 1 1/2 кавалерійських дивізій)                | 96 400           | 12 000           | 605       |
| 9-та армія (12 піхотних та 2 1/2 кавалерійських дивізій)                | 125 000          | 12 000           | 625       |
| Варшавський укріплений район (2 піхотних та 1/2 кавалерійських дивізій) | 30 000           | 1 500            | 216       |

Всього: 475 100 тис. штиків; 51 тис. шабель; 2 383 тис. одиниць артилерії.

### Німеччина та Австро-Угорщина
- Головнокомандувач Східного фронту Пауль фон Гінденбург (1847–1934).
- 9-ю та 1-ю арміями керували Макензен (1854–1941) та В. Данкль (1849–1945).

| Армія                                                                    | Штиків  | Шабель | Артилерія |
| ------------------------------------------------------------------------ | ------- | ------ | --------- |
| 9-та німецька армія (12 1/2 піхотних та 1 кавалерійські дивізій)         | 135 600 | 10 400 | 956       |
| 1-ша австро-угорська армія (11 1/2 піхотних та 5 кавалерійських дивизій) | 155 000 | 10 000 | 666       |

Всього: 280 000 тис. штиків; 20 000 шабель; 1600 одиниць артилерії.

## Хід битви

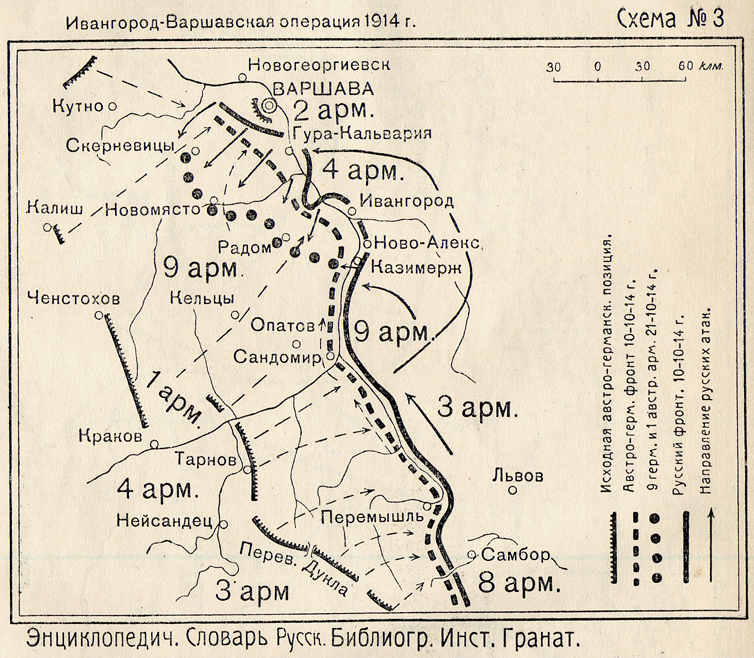
Битва за Варшаву (частина Варшавсько-Івангородська операції)

В середині вересня 1914 року, коли визначився наступ німців на Варшаву, в ній був зосереджений лише заново сформований 27-й армійський корпус, який займав колишні форти Варшавської фортеці, швидко підправлені та підсилені створенням промежуючих окопів і батарей.
Попереду, у районі Лодзю,
знаходилася кіннота: Кавказька кавалерійська дивізія, козача бригада, 1-ї гвардійської кавалерійської дивізії і 1-й Астраханський козачий полк. Ці війська складали Варшавський загін і були підчинені начальнику Варшавського укріпленого району Петру Ольховському. Потім тимчасове командування Варшавським загоном (до підходу в Варшаву 2-ї армії) було покладено на командира 27-го армійського корпусу генерал-лейтенанта Дмитра Баланіна.
За 4 дня до початку німецького наступу 4-а, 5-а, 9-а російські армії від річки
Сян були відтягнуті на північ і розвернулися перед Віслою, по обі сторони Івангорода. Ця флангова підготовка мала велике значення для стратегічної перемоги російських військ. 2-га армія, поповнена трьома сибірськими корпусами з ріки Нарев,
скориговувались у Варшаві.
15 (28) вересня німецька 9-та армія генерала Макензена почала наступ на Варшаву і Івангородську фортецю, В результаті бойових дій 21-23 вересня (4-6 жовтня) німці, користуючись більшістю сил, нанесли поразку авангардним частинам 9-ї російської армії у Опатові і відкинули їх на правий берег Вісли. 25 вересня (8 жовтня) німецькі війська вийшли до річки Сян.
Потім частини Макензена в боях під Гройцями (30 км від Варшави) почали тіснити 2-й Сибірський армійський корпус 2-ї армії, який поніс великі втрати. В цей критичний момент на допомогу підійшла 1-а Сибірська стрілецька дивізія, яка закрила німцям шлях до Варшави, до 29 вересня (12 жовтня) німцям вдалося зайняти весь лівий берег Вісли до Варшави. Але їхні атаки були відбиті на ліній Варшавських фортів. В руках російської армії на лівому березі Вісли залишилися мостові укріплення Варшави і плацдарм в Козеніце, де засіли частини 3-го Кавказького армійського корпусу 4-ї армії, які німцям, не дивлячись на всі зусилля, не вдалось відкинути за річку.
В ніч на 30 вересня (13 жовтня) відступивши з передових позицій 1-й і 2-й Сибірські армійські корпуси і прибувші 1-й і 4-й армійські корпуси знаходились на окраїнах Варшави. Німці були вже в 7-8 кілометрах від лінії фортів, їхні важкі снаряди, хоч і в невеликій кількості, вже падали на лінії укріплень. Воєнний генерал-губернатор Олександр Турбин отримав наказ про евакуацію міста. Вперті і кровопролитні бої з 30 вересня (13 жовтня) по 7 (20) жовтня розвернулися в 7-10 кілометрах попереду Варшавської укріпленої лінії.
В той час коли німці застрягли в жорстких боях в передмістях Варшави,
26 вересня (9 жовтня), отримавши підкріплення, генерал Іванов віддав розпорядження про перехід в наступ. 4-а і 5-а російські армії почали форсування Вісли: 5-а армія південніше Варшави, а 4-а армія з району Івангорода на Козенецький плацдарм, щоб ударити в фланг і тил наступаючій німецькій армії. Гінденбург ввівши в бій гвардійський резервний корпус, намагався цілих 10 днів зупинити форсування Вісли 4-й армії, але до 7 (20) жовтня росіяни переправили 17-й і 3-й Кавказькі армійські корпуса, чим заставили Гінденбурга відмовитися від подальших атак на Козенецькі позиції.
Дії 4-ї армії, особливо в ході битви за плоцдарми, став важливим залогом стратегічного успіху російських військ.
30 вересня (13 жовтня) начальник штабу верховного головнокомандувача Микола Янушкевич поручив організацію головного удару по лівому флангу противника від Варшави північно-західному фронту, передав йому 2-гу і 5-ту армії і принаревську групу.
Намагаючись зібрати всі свої сили під Варшавою, де перейшла в наступ 2-а російська армія, Гінденбург передав Івангородський напрям 1-й Австро-Угорській армії. Австрійці намагалися ліквідувати Козенецький плацдарм, але були розбиті в зустрічному бою і почали відхід. З 8 (21) жовтня в нескінченних боях 4-а російська армія, переслідуючи відступаючих австрійців наближалась в напрям на Радом. 13 (26) жовтня німцям пришлося підтримувати австрійців резервами: але всеодно 1-а армія Данкля була розбита і відходила на захід, тим самим відкривши широку діру між нею і головною масою австрійців, куди йшли російські воїни (9-армія), виходячи в фланг і тил 1-й австрійській і 9-й німецькій арміям. Німцям і австрійцям загрожувало знищення.
14 (27) жовтня Гінденбург віддав наказ припинити бої і відійти на вигідні позиції. Німецько-австрійські війська розпочали поспішний відхід.

## Наслідки
В даній операції брала участь майже половина всіх російських військових сил в Першій світовій, що й зумовило перемогу Російської імперії. Варшавсько-Івангородська операція зірвала плани німецького командування щодо захоплення Варшави — стратегічного пункту Східного фронту.